# Roman Malinowski (Politiker)

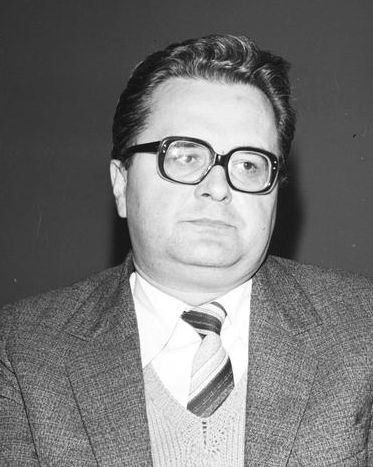
Roman Malinowski (1985)

Roman Malinowski (* 26. Februar 1935 in Białystok; † 21. August 2021 in Jabłonna) war ein polnischer Wirtschaftswissenschaftler und Politiker der Bauernparteien (ZSL, PSL).

## Leben
Malinowskis Vater war Eisenbahner. 1956 schloss Roman Malinowski das Studium in Agrarökonomie an der Haupthochschule für Planung und Statistik in Warschau ab. Im gleichen Jahr trat er in die ZSL ein. 1972 promovierte er in Wirtschaftswissenschaften.
Von 1971 bis 1973 war Malinowski Vorsitzender des Woiwodschaftsrates der Woiwodschaft Łódź. Er war 1975 bis 1980 Woiwode derselben Woiwodschaft. Seit 1976 gehörte er als Vertreter des Wahlkreises Łódź (mit Wiederwahl 1980 in Konin und 1985 über die Landesliste) drei Legislaturperioden Sejm-Abgeordneter. 1981 bis 1989 war er Parteivorsitzender der ZSL und 1980 bis 1985 stellvertretender Ministerpräsident in den Kabinetten Babiuch, Pińkowski und Jaruzelski sowie zeitweise Minister für Lebensmittelindustrie und -einkauf, danach von 1985 bis 1989 Sejmmarschall (Parlamentspräsident). Ab 1987 war er ferner der letzte Vorsitzende der Gesellschaft für Polnisch-Sowjetische Freundschaft bis zu ihrer Auflösung 1991.
1989 nahm er an den Runder-Tisch-Gesprächen teil und gehörte zu den Politikern der Regierungsseite, die am meisten die Übereinkunft gefördert haben. Er gehörte zu den Befürwortern einer Koalition der ZSL mit der Solidarnośc und der Stronnictwo Demokratyczne im sogenannten „Vertragssejm“. Nach der Einschätzung von Władysław Bartoszewski habe Roman Malinowski, in Führung der [...] aufgrund der [eingeschränkten] inneren Freiheiten unvollkommen authentischen Vereinigten Bauernpartei einen aufrechten Weg gefunden, die Solidaritätsbewegung und die Bürgerkomitees zu unterstützen und Polen selbstbestimmt werden zu lassen, zum Entsetzen der Roten. Durch die Fusion der ZSL mit kleineren Neugründungen wurde er Mitglied der neugegründeten Polskie Stronnictwo Ludowe (PSL).

## Ehrungen
- Goldenes Verdienstkreuz der Republik Polen (1964)
- Offizierskreuz des Ordens Polonia Restituta
- Träger des Ordens der Völkerfreundschaft (1989)

## Einzelbelege
1. ↑  Nekrolog Roman Malinowski. In: wyborcza.pl. 3. September 2021, abgerufen am 8. September 2021 (polnisch).
2. ↑  Nie żyje Roman Malinowski. Były lider ludowców, wicepremier i marszałek Sejmu. In: polsatnews.pl. 31. August 2021, abgerufen am 5. September 2021 (polnisch).
3. ↑  Polskie Radio: Roman Malinowski - człowiek, który chciał suwerenności, 17. Dezember 2011 (polnisch)

| Personendaten    | Personendaten                                       |
| ---------------- | --------------------------------------------------- |
| NAME             | Malinowski, Roman                                   |
| KURZBESCHREIBUNG | polnischer Wirtschaftswissenschaftler und Politiker |
| GEBURTSDATUM     | 26. Februar 1935                                    |
| GEBURTSORT       | Białystok, Polen                                    |
| STERBEDATUM      | 21. August 2021                                     |
| STERBEORT        | Jabłonna, Polen                                     |